# 達爾斯頓
達爾斯頓（Dalston）是位於英國倫敦的一個地區。在行政區劃上埃爾瑟姆屬於哈克尼倫敦自治市。達爾斯頓位於查令十字東北3.5英里（5.6）處。埃爾瑟姆是倫敦計劃中規劃的大倫敦地區的35個中心地區之一 。